# Santiago Benítez
Santiago Benítez (1903. – ?), paraguayi válogatott labdarúgó.
A paraguayi válogatott tagjaként részt vett az 1930-as világbajnokságon.

## Külső hivatkozások
- Santiago Benítez a FIFA.com honlapján Archiválva 2009. április 2-i dátummal a Wayback Machine-ben